# الكتلة الغربية

الوضع السياسي في أوروبا خلال الحرب الباردة

تشير الكتلة الغربية أثناء الحرب الباردة إلى الدول المتحالفة مع الولايات المتحدة وحلف الناتو ضد الاتحاد السوفييتي وحلف وارسو. يشار إلى الأخير باسم الكتلة الشرقية. كانت الحكومات والصحافة في الكتلة الغربية أكثر ميلاً للإشارة إلى أنفسهم على أنهم "العالم الحر" أو "العالم الغربي" ، في حين أن الكتلة الشرقية كانت تسمى "العالم الشيوعي" أو العالم الثاني ".

## الدول التابعة للكتلة الغربية

### ناتو
- بلجيكا
- كندا
- الدنمارك
- فرنسا
- المانيا (منذ 1990)
  -  ألمانيا الغربية (منذ 1955)
- اليونان (منذ1952)
- آيسلندا
- ايطاليا
- لوكسمبورغ
- هولندا
- النرويج
- البرتغال
- اسبانيا (منذ 1982)
- تركيا (منذ 1952)
- بريطانيا
- الولايات المتحدة

### أنزوس
- استراليا
- نيوزيلندا
- الولايات المتحدة

### سياتو
- استراليا
- فرنسا (حتى 1965)
- نيوزيلندا
- باكستان (حتى 1972)
- الفلبين
- تايلاند
- فيتنام الجنوبية (حتى 1975)
- بريطانيا
- الولايات المتحدة